# Glyptocolastes
Glyptocolastes är ett släkte av steklar. Glyptocolastes ingår i familjen bracksteklar.
Kladogram enligt Catalogue of Life:
| Glyptocolastes | \| \| Glyptocolastes caryae \| \| \| \| \| \| Glyptocolastes marshi \| \| \| \| \| \| Glyptocolastes rugulosus \| \| \| \| \| \| Glyptocolastes texanus \| \| \| \| |
|                | \| \| Glyptocolastes caryae \| \| \| \| \| \| Glyptocolastes marshi \| \| \| \| \| \| Glyptocolastes rugulosus \| \| \| \| \| \| Glyptocolastes texanus \| \| \| \| |
|                | Glyptocolastes caryae |
|                | |
|                | Glyptocolastes marshi |
|                | |
|                | Glyptocolastes rugulosus |
|                | |
|                | Glyptocolastes texanus |
|                | |